# 森越康雄
森越 康雄（もりこし やすお、1947年（昭和22年）-）は、日本の教育者。元日教組委員長。

## 経歴
- 1947年（昭和22年）-青森県八戸市生まれ[1]。
その後、八戸高等学校、岩手大学教育学部卒業[2]。
- 1970年（昭和45年）-岩手県公立中学校教員（担当は美術）として、大東町の中学校に赴任[3]。1996年まで勤め、数学も担当した[1]。
- 1980年（昭和55年）-日本教職員組合青年部長（1983年まで）[3]。
- 1996年（平成8年）-岩手県教職員組合役員（書記長）[1]。
- 1999年（平成11年）-岩手県教職員組合委員長[3]。
- 2003年（平成15年）-連合岩手会長[3]。
- 2004年（平成16年）-日本教職員組合中央執行委員長[1]。
- 2008年（平成20年）-教職員共済生活協同組合理事長[1]。

## 人物
- 『論座』（朝日新聞社、2005年6月号）で、元一水会代表の鈴木邦男と対談し、日教組青年部長として右翼対策をおこなっていた時に、街宣右翼（反ソ決死隊）の深作清次郎が抗議に来た時に、深作に「何か言うことあるか」と言われ、「体に気をつけて頑張ってください」と言ったら、深作は涙し「お前は槙枝みたいになるなよ」と言われたエピソードを明かしている[4]。
- 元参議院議院運営委員長の小川仁一は、元岩手県教職員組合委員長。

## テレビ出演
- 『朝まで生テレビ!』（テレビ朝日、2006年11月24日）[5]。